# Adelheid (Walkenried)
Gräfin Adelheid von Klettenberg, geborene Gräfin von Lindenbach (* um 1085; † um 1135), erwähnt zwischen 1107 und 1134, war die Stifterin des Klosters Walkenried.

## Leben
Adelheid war vermutlich eine Tochter des Grafen Dietrich von Lindenbach und dessen Ehefrau Uta, Tochter des Grafen Ludwig des Bärtigen aus dem Geschlecht der Ludowinger. Ihr mutmaßlicher Bruder war Berengar Graf von Lohra (Lare). 1107 wurde Adelheid erstmals urkundlich erwähnt, spätestens 1109 hatte sie den Grafen Volkmar von Klettenberg geheiratet. 
Während einer Pilgerreise hatte Gräfin Adelheid Mönche des neugegründeten Zisterzienserklosters Kamp am Niederrhein kennengelernt und bot ihnen 1127 die Besiedlung ihres Heimatlandes am Fuße des Südharzes gelegen. Der Bachlauf der Wieda und die unmittelbare Nähe zum waldreichen Harz erfüllten die Standortkriterien der Zisterzienser: ausreichende Entfernung zu Siedlungen, Lage an einer Niederung mit Wasserlauf und Möglichkeit zur wirtschaftlichen Entfaltung. Daher zog der Gründungskonvent aus Kamp 1129 hier ein und begann nach erfolgtem Einverständnis des Erzbischofs Albert von Mainz in dessen Diözese mit dem Bau einer romanischen Kirche. Lothar von Süpplingenburg bestätigte die Klosterstiftung 1132. Im selben Jahr wurde unter Äbtissin Adelheid von Walkenried das erste Tochterkloster Pforta gegründet. 1141 erfolgte die Gründung des zweiten Tochterklosters in Sittichenbach.
Adelheid gehörte 1132 dem geistlichen Stand in Kloster Walkenried an. Ihr Ehemann Volkmar von Klettenberg war spätestens 1127 in den geistlichen Stand eingetreten.